# Józef Grabowski (narciarz)
Józef Grabowski (ur. w 1890  w Krakowie, zm. w 1970 tamże) – polski narciarz, taternik, działacz sportowy.

## Życiorys
Był studentem wydziału filozoficznego Uniwersytetu Jagiellońskiego, a po I wojnie światowej pracował jako nauczyciel gimnazjalny.
W latach 1909–1914 należał do najlepszych tatrzańskich narciarzy wysokogórskich. Do jego górskich partnerów należeli Stanisław Barabasz, Mariusz Zaruski i Kazimierz Piotrowski. Z Barabaszem i Zaruskim dokonał m.in. pierwszego zimowego wejścia na Kamienistą (1909), z Piotrowskim drugiego zimowego wejścia na Wołowiec Mięguszowiecki (1911). W Tatry prowadził także wycieczki narciarskie AZS, wśród których były zimowe wejścia na Wielką Kopę Koprową, Czerwone Wierchy i Siwy Wierch.
Grabowski należał do założycieli krakowskiego Akademickiego Związku Sportowego (1908-1909). W latach 1911–1912 był jego drugim prezesem, udzielał się w Sekcji Narciarskiej AZS do roku 1914. Już w 1912 lub 1913 r. został odznaczony honorowym członkostwem związku. Prowadził w jego ramach kursy narciarskie oraz wycieczki – letnie i zimowe.
Od 1911 działał także w Sekcji Turystycznej Towarzystwa Tatrzańskiego. W latach 1911–1914 należał do jej zarządu, a w 1912-1913 był delegatem do komisji redakcyjnej i komisji do robót w Tatrach. W 1913 pracował w redakcji „Taternika”, jest autorem wspomnień z wypraw narciarskich.

## Publikacje
- Przez trzy przełęcze („Taternik” 1911, nr 5) – o przejściu znad Popradzkiego Stawu przez Koprową Przełęcz, Zawory i Liliowe na Halę Gąsienicową,
- Z zimowych wędrówek: Wielka Kopa Koprowa („Taternik” 1912, nr 4 i 5),
- W zimowym słońcu („Sprawozdania AZS Kraków”, 1912) – o przejściu przez Czerwone Wierchy,
- W sprawie wycieczek zbiorowych („Zakopane” 1912, nr 16).